# Pietro Piovani
Pietro Piovani (Napoli, 17 ottobre 1922 – Napoli, 13 agosto 1980) è stato un filosofo italiano.

## Biografia
Pietro Piovani si laureò a Napoli dove ebbe per relatore Giuseppe Capograssi, filosofo di ispirazione cattolica. Tra il 1953 e il 1963 insegnò Filosofia del diritto in varie università d'Italia (Trieste, Firenze e Roma), e successivamente occupò via via le cattedre di Storia delle dottrine politiche, Storia della filosofia morale e di Filosofia morale presso la Facoltà di Lettere e Filosofia dell'Università degli studi di Napoli Federico II, dove rimase fino alla propria morte, avvenuta nel 1980. Insignito di numerosi riconoscimenti accademici, fu socio dell'Accademia Nazionale dei Lincei dal 1972.

### Aderenze al nazi-fascismo
Figlio di 2 maestri elementari, educato al senso dell'appartenenza nazionale e cresciuto fino ai vent'anni sotto il fascismo, Pietro Piovani si formò a Napoli, dove, nella prima giovinezza (come invero molte altre future figure di spicco della vita culturale e civile italiana), prese anche parte alle attività del GUF cittadino e scrisse su alcuni fogli del regime.
Il partigiano combattente ebreo Alberto Defez (*Napoli, 17.06.1923; †Napoli, 28.12.2014), suo compagno di classe ginnasiale al Liceo Ginnasio Statale "Jacopo Sannazaro" di Napoli, lo cita nelle sue "Memorie":

«In questo contesto di notevole rilievo, l'unica nota stonatura costituita da un nostro collega di ginnasio, amico mio e di Giorgio Formiggini, quel Pietro Piovani, cui ho già fatto cenno, che scriveva articoli firmandoli con il suo nome e cognome ovvero con lo pseudonimo di "Pluvius". Il contenuto di questi articoli era atroce giungendo fino alla delazione.

Ricordo un articolo dove era scritto che un certo negozio in Napoli portava la denominazione di un "ariano", ma tale denominazione celava la vera proprietà che era di un ebreo, del quale riportava nome e cognome.

Piovani si definiva il "mistico del razzismo". Sia io che Giorgio Formiggini, che eravamo stati suoi compagni di classe dal 1º al 5º ginnasio, se lo incontravamo in un luogo pubblico temevamo di fornirgli un'occasione che gli suggerisse un articolo sul "IX maggio" ove si segnalasse la presenza non gradita nei locali pubblici di ebrei. Ma ciò per fortuna non si verificò.

Dopo la liberazione Piovani fu inquisito dal Comitato per l'epurazione nel 1944 a Napoli. Tale Comitato era insediato in alcuni locali del Palazzo Reale. Ricordo che fui convocato per testimoniare di fronte ad un magistrato, il giudice Di Serafino che conoscevo di vista, abitando egli al Vomero a Via Luca Giordano, nel mio quartiere. In tale occasione il professore Arangio Ruiz prese le difese di Piovani e credo che non vi fu alcun seguito all'inchiesta. Successivamente, dopo la liberazione, Pietro Piovani ebbe comunque una tale evoluzione che lo portò ad essere professore universitario ed un letterato di fama internazionale, tanto che dopo la sua morte al suo nome fu dedicata un'aula nella Facoltà di Lettere dell'Università di Napoli.»
"Alberto Defez sceglie due figure di riferimento per spiegarci la complessa situazione di allora: il compagno di scuola, diventato un notissimo intellettuale nel dopoguerra, che scriveva sul giornale del GUF delle vere e proprie delazioni contro gli ex-amici che contravvenivano alle regole imposte dalla leggi razziali (abbiamo visto i tali al cinema...) e, per contrasto, l'ingegnere che lo assunse trasgredendo volutamente alle imposizioni del regime."
Le poche annate della rivista "IX maggio" (1940-1943) / "Novemaggio" (1943), tra il giugno 1940 e il giugno 1943, erano dominate dal motivo della guerra rivoluzionaria, che trasmetteva ai giovani del Gruppo Universitario Fascista "Mussolini" di Napoli l'ansia di individuare una linea di marcia nella storia. Poiché il fascismo aveva sostituito, nelle parole scritte da Pietro Piovani: «agli immortali principi dello storicamente putrefatto individualismo e al giudaico internazionalismo» il concetto romano e fascista della suprema legge della salute pubblica, la guerra si presentava adesso «come proiezione, dalla teoria filosofica alla prassi storico-politica, dell'antipositivismo fascista opposto al positivismo borghese».(68)

«(68) P. Piovani, "Rivoluzione mondiale", Nove maggio, 4, 25 luglio 1940. Sulla medesima falsariga Id., "Immortalità dell'idea fascista", IX maggio, 5, 15 agosto 1940 (quando la rivista assumeva definitivamente questa nuova testata).».
Con maggior vigore di Antonio Ghirelli, sulla rivista "IX maggio", Pietro Piovani riprendeva stralci di un articolo del gerarca nazista Joseph Goebbels per avvertire che:

«... il cameratesco contatto con il popolo germanico potrebbe insegnarci qualcosa nei confronti della lotta contro gli ebrei [...] Anche in Italia urgono contro i giudei provvedimenti difensivi, idonei alle esigenze del momento. Altrimenti sarebbe lecito parlare di un [...] «pietismo nazionale».(74)»

«(74) Pluvius, "Nostro antisemitismo", IX maggio, 3, 15 dicembre 1941. Qualche mese prima il medesimo Pluvius notava con rammarico come si fosse lasciato cadere il saggio suggerimento di Interlandi di chiudere tutti gli ebrei in campi di concentramento ("Mimetismo di Israele", 19, 15 agosto 1941)».
Scriveva, inoltre:
- "Novus Ordo", pubblicato in "Gerarchia", Anno XX, n° 10, ottobre 1941, Tipografia Il Popolo d'Italia, Pag. 518[23];
- "Funzione educativa del Fascismo", pubblicato in "Politica Nuova", Roma, 1-15 novembre 1941, Pag. 526[24][25][26];
- "Francia in attesa", pubblicato in "Politica Nuova", Roma, 1-15 dicembre 1941, Pag. 594[27];
- "Moralità della guerra totale", in cui scrive: "Questa moralità (della guerra) è vigorosamente affermata da Pietro Piovani in "Libro e Moschetto" del 27 marzo (n.d.r.: 1943) n° 22, contro le troppe e troppo alte condanne dello sfacelo materiale e morale del mondo, che deriverebbe dalla lotta armata. «Nessun clima - dice Piovani - è più morale di questo in cui viviamo, che impegna totalitariamente le energie degli uomini ed abilisce ogni disparità di fronte al pericolo.»"[28];
- "Roma e Tirana", pubblicato in "Gerarchia", Anno XXI, n° 9, settembre 1942, Tipografia Il Popolo d'Italia, Pagg. 371-373, e riferendosi alla partecipazione emotiva degli italiani al conflitto con la Grecia: «Questo modo di sentire e di interpretare gli eventi deve essere posto in luce perché esso indica che un ventennio di regime fascista è riuscito a dare agli Italiani almeno quel senso di preoccupazione della tutela e della difesa dei propri interessi, che è il presupposto indispensabile per la formazione di un'autentica e completa coscienza imperiale.»;
- "La filosofia delle equazioni", pubblicato in "La difesa della razza. Scienza, documentazione, polemica", Anno XIX, 1940, Pag. 43;
- in occasione del Ventennale della Marcia su Roma e del compiersi della Rivoluzione Fascista, il 28 ottobre 1942 scriveva su "IX maggio - Quindicinale del GUF e dell'Ateneo di Napoli" Anno III, n° 22-23-24-25, del 28 ottobre 1942: «Uno di quelli che potrebbero mussolinianamente chiamarsi «tempi della rivoluzione» si è concluso; un altro incomincia. Proprio perché permeati di questo 'senso di continuità' noi guardiamo all'anniversario non come ad un punto di arrivo, ma come ad un piuolo d'una scala che mena alla riconoscenza storica della Patria.»[29].

### La ricerca filosofica
La sua originale ricerca filosofica ebbe avvio all'indomani immediato della tragica conclusione della seconda guerra mondiale e di ciò portò i segni anche nell'elaborazione della propria caratterizzazione etico-politica, presto approdata alle ragioni del liberalismo democratico. Dinanzi alla drammatica conclusione dell'esito volontaristico dell'attualismo, la necessità di ripensare il "modello" idealistico della "nuova Italia" lo indusse ad un'intensa riflessione sul significato e sul valore dell'individuo nel suo farsi persona, che lo impegnò per tutta la vita, troncata dalla malattia a soli 58 anni.
Autore di molti volumi (se ne conteranno più di 20 al termine della sua carriera di scrittore), che spaziano dalla filosofia del diritto al pensiero filosofico italiano, soprattutto a quello meridionale, ricoprì incarichi nelle più importanti accademie italiane; fu direttore, insieme a Eustachio Paolo Lamanna, della "Collana di Filosofia" delle Edizioni Morano di Napoli, fondatore, presso il Consiglio Nazionale delle Ricerche, del "Centro di Studi Vichiani" e tra i fondatori nel 1975 dell'Istituto Italiano per gli Studi Filosofici di Napoli. Al suo pensiero e alla sua "scuola" sono dedicati numerosi scritti. La "Fondazione P. Piovani per gli studi vichiani" ne custodisce la biblioteca e gli archivi.

## Pensiero filosofico
Il pensiero di Pietro Piovani è stato definito da uno dei suoi più importanti allievi, Fulvio Tessitore, «una fenomenologia dell'individuale». Per il pensatore napoletano l'individuo non è concepito come un'entità chiusa ed egoistica tendente all'assolutizzazione ma, al contrario, accettando egli la sua natura di vivente limitato, afferma sé stesso nella responsabilità della propria azione. Nella formazione del pensiero di Piovani concorrono elementi esistenzialistici (con particolare simpatia per Jaspers), coniugati con motivi rosminiani, a loro volta filtrati attraverso Capograssi, il quale pose Piovani di fronte al grande tema dell’analisi dell’esperienza comune. Di ciò è documento la prima monografia Normatività e società (1949), che utilizza anche temi della prima Azione blondeliana. La sua filosofia, seppur laica, ravvisa di presenze cristiane. In lui, oltre agli interessi per pensatori cattolici come John Henry Newman e Maurice Blondel, si può notare, soprattutto nelle sue ultime due opere, Principi di una filosofia della morale e Oggettivazione etica e assenzialismo, come riprende, secolarizzandoli, i temi esistenzialisti della filosofia di Agostino d'Ippona e di Blaise Pascal. Ossessionato dalla figura di Cristo, non riesce a comprendere la Risurrezione di Gesù. Si sofferma di più sul Getsemani, il quale per lui è simbolo dell'angoscia umana nella fase più critica dell'assenzialismo.
La necessità di fondare la persona grazie a un criterio o norma, che è la ragione dell’agire e del pensare (la logica della vita morale), fa scoprire il tema di fondo della più matura filosofia morale piovaniana: il soggetto è un «volente non volutosi», vale a dire che il soggetto, per quanto approfondisca il proprio essere che è il suo esistere, deve arrestarsi dinanzi alla constatazione di essere dato, di non essersi voluto. L’«alternativa esistenziale» dell’accettazione della vita ne riscatta, con la volontà di essere a fronte della possibilità contraddittoria del suicidio, l’originaria datità. Ma questa accettazione, che è la sola possibile fondazione della vita morale, rifiuta ogni «ostinazione singolaristica» e comporta che la vita è vita di relazione, dove questa non è conquista ma condizione consustanziale del soggetto che si accetta e dunque accetta l’altro, a iniziare dalla propria alterità rispetto a se stesso.
L’essenziale «instaurazione personalitaria» consente la fondazione del diritto e della morale: entrambe formazioni storiche, fondate dinamicamente in quanto capaci di comprendere ogni forma in cui si sostanzi l’attivo desiderio dell’uomo di soddisfare l’insaziabile bisogno di valori, anch'essi costruiti dalla scelta esistenziale dei soggetti storici. In base a tale considerazione Piovani sostiene che l'essere umano non possa fare affidamento su alcun tipo di fondamento poiché, essendo un essere limitato e storico, è di fatto costretto a fondare continuamente i suoi punti di riferimento.
A questo proposito assumono appunto un ruolo primario i valori, considerati non come assoluti ed eterni bensì prodotto della specificità individuale. Del resto proprio i valori esaltano la responsabilità dell'azione degli individui, che, altrimenti, verrebbe mortificata nel riferimento obbligato a qualcosa di assoluto. Si può dunque parlare, in Piovani, di un pluralismo etico che non significa relativismo ma relatività e, dunque, rispetto. Una posizione quest'ultima che sembra chiaramente riprendere il pensiero di Kant e, in particolare, il tema dell'agonismo etico. Per il ricorrere di questi temi, l’originale filosofia di Piovani può riassumersi nella formula tra «esistenzialismo ripensato e storicismo rinnovato».

## Opere principali
- Normatività e società, Napoli, Jovene, 1949.
- Il significato del principio di effettività, Milano, Giuffre, 1953.
- Morte (e trasfigurazione?) dell'Università, Napoli, Guida, 1969 (II ed. Napoli, Guida, 2000, ISBN 88-7188-390-X).
- La teodicea sociale di Rosmini, Padova, Cedam, 1956; II ed. Brescia, Morcelliana, 1997, ISBN 88-372-1621-1.
- Linee di una filosofia del diritto, Padova, CEDAM, 1958; II ed. riveduta 1964; III ed. 1968.
- Giusnaturalismo ed etica moderna, Bari, Laterza, 1961; II ed. Napoli, Liguori, 2000, ISBN 88-207-3094-4.
- Filosofia e storia delle idee, Bari, Laterza, 1965; ed. anastatica Roma, Edizioni di storia e letteratura, 2010, ISBN 9788863722796.
- Conoscenza storica e coscienza morale, Napoli, Morano, 1966; II ed. 1972.
- Principi di una filosofia della morale, Napoli, Morano, 1972; II ed. 1989.
- Oggettivazione etica e assenzialismo, a cura di F. Tessitore, Napoli, Morano, 1981; II ed. Brescia, Morcelliana, 2010 , ISBN 88-372-2398-6.
- La filosofia nuova di Vico, a cura di F. Tessitore, Napoli, Morano, 1990.
- Per una filosofia della morale, a cura di F. Tessitore, Milano, Bompiani (Il pensiero Occidentale), 2010, ISBN 8845265935.